# Carles Sans
Pour les articles homonymes, voir Sans.
Carles Sans López (né le 25 mai 1965 à Barcelone) est un joueur de water-polo espagnol.
Il remporte la médaille d'or lors des Jeux olympiques d'été de 1996 à Atlanta.